# Танковая дивизия «Кемпф»
Танковая дивизия «Кемпф» (нем. Panzer-Division Kempf) также известна как танковое соединение «Восточная Пруссия» (нем. Panzerverband Ostpreußen) — танковая дивизия вермахта, временно сформированная для участия в Польской кампании.

## Боевой путь
Дивизия была сформирована в Восточной Пруссии на базе 7-го танкового полка в августе 1939 года. Целью было усиление армейских частей в этой отрезанной Польским коридором от остальной Германии провинции перед нападением на поляков. Многие подразделения новой дивизии являлись частями войск СС (дивизий СС ещё не существовало). В отличие от других немецких танковых дивизий, она имела не 2, а всего 1 моторизованный полк, что приближало её по составу к бригаде. Командовал дивизией генерал-майор Вернер Кемпф, по имени которого дивизия и получила своё название.
В августе дивизия проводила учения, личный состав был также задействован на сельскохозяйственных работах.
Начало войны дивизия встретила в составе 1-го корпуса, наступала на Млаву и далее на юг. После окончания кампании, в начале октября, поступил приказ о расформировании дивизии.

## Боевой состав
- 7-й танковый полк (164 танка: 61 PzKpfw I, 81 PzKpfw II, 11 PzKpfw III и PzKpfw IV, 10 PzBfwg)
- Полк СС «Германия»
- Артиллерийский полк СС
- Разведывательный батальон СС
- 2-я батарея 47-го тяжёлого артиллерийского дивизиона
- 2-я рота зенитного пулемётного батальона СС
- Противотанковый дивизион СС
- 505-й сапёрный батальон
- Батальон связи СС